# Cantar-Galo e Vila do Carvalho
Cantar-Galo e Vila do Carvalho (oficialmente: União das Freguesias de Cantar-Galo e Vila do Carvalho) é uma freguesia portuguesa do município da Covilhã, com 15,8 km² de área e 3212 habitantes (censo de 2021). A sua densidade populacional é 203,3 hab./km².

## História
Foi constituída em 2013, no âmbito de uma reforma administrativa nacional, pela agregação das antigas freguesias de Vila do Carvalho e Cantar-Galo

## Demografia
A população registada nos censos foi:
| Distribuição da População por Grupos Etários | Distribuição da População por Grupos Etários | Distribuição da População por Grupos Etários | Distribuição da População por Grupos Etários | Distribuição da População por Grupos Etários | Distribuição da População por Grupos Etários |
| -------------------------------------------- | -------------------------------------------- | -------------------------------------------- | -------------------------------------------- | -------------------------------------------- | -------------------------------------------- |
| Antes da agregação                           |                                              |                                              |                                              |                                              |                                              |
| Ano                                          | 0-14 anos                                    | 15-24 anos                                   | 25-64 anos                                   | >= 65 anos                                   | Total                                        |
| 2001                                         | 590                                          | 672                                          | 2532                                         | 788                                          | 4582                                         |
| 2011                                         | 405                                          | 380                                          | 2243                                         | 946                                          | 3974                                         |
| Após a agregação                             |                                              |                                              |                                              |                                              |                                              |
| Ano                                          | 0-14 anos                                    | 15-24 anos                                   | 25-64 anos                                   | >= 65 anos                                   | Total                                        |
| 2021                                         | 222                                          | 282                                          | 1533                                         | 1175                                         | 3212                                         |